# Pseudobartsia yunnanensis
Pseudobartsia yunnanensis är en snyltrotsväxtart som beskrevs av Hong De-Yuan. Pseudobartsia yunnanensis ingår i släktet Pseudobartsia och familjen snyltrotsväxter. Inga underarter finns listade i Catalogue of Life.